# Vesicularia perpallida
Vesicularia perpallida är en bladmossart som beskrevs av Brotherus 1908. Vesicularia perpallida ingår i släktet Vesicularia och familjen Hypnaceae. Inga underarter finns listade i Catalogue of Life.